# Dean Tavoularis
Dean Tavoularis (* 18. Mai 1932 in Lowell, Massachusetts) ist ein US-amerikanischer Szenenbildner.

## Leben und Karriere
Dean Tavoularis wurde als Sohn griechischer Einwanderer in Massachusetts geboren. Er wuchs allerdings in Los Angeles auf. Nach dem Studium der Architektur und der Malerei begann er als Zeichner in den Disney Studios zu arbeiten. Der Regisseur Arthur Penn engagierte ihn 1967 für seinen Film Bonnie Clyde als Szenenbildner. Seinen Durchbruch als einer der herausragendsten Szenenbildner des Filmgeschäfts erlebte er mit den Szenenbildern zu Francis Ford Coppolas Der Pate. Seitdem verbindet ihn mit Coppola eine Jahrzehnte währende Zusammenarbeit. Seinen einzigen Oscar erhielt er für Coppolas Der Pate – Teil II. Insgesamt erhielt er für seine Szenenbilder fünf Oscarnominierungen.
Dean Tavoularis ist mit der französischen Schauspielerin Aurore Clément verheiratet. Sie lernten sich während der Dreharbeiten zu Apocalypse Now kennen. Aurore spielt die Rolle der Roxanne Sarrault. Sie ist allerdings nur in der Reduxversion zu sehen. Aus der ersten Kinofassung wurden ihre Szenen gestrichen.

## Filmografie (Auswahl)
- 1967: Bonnie und Clyde – Regie: Arthur Penn
- 1970: Zabriskie Point – Regie: Michelangelo Antonioni
- 1970: Little Big Man – Regie: Arthur Penn
- 1972: Der Pate – Regie: Francis Ford Coppola
- 1974: Der Dialog – Regie: Francis Ford Coppola
- 1974: Der Pate – Teil II – Regie: Francis Ford Coppola
- 1975: Fahr zur Hölle, Liebling – Regie: Dick Richards
- 1978: Das große Dings bei Brinks – Regie: William Friedkin
- 1979: Apocalypse Now – Regie: Francis Ford Coppola
- 1982: Einer mit Herz (One from the Heart) – Regie: Francis Ford Coppola
- 1982: Hammett – Regie: Wim Wenders
- 1983: Die Outsiders – Regie: Francis Ford Coppola
- 1983: Rumble Fish – Regie: Francis Ford Coppola
- 1986: Peggy Sue hat geheiratet – Regie: Francis Ford Coppola
- 1987: Der steinerne Garten – Regie: Francis Ford Coppola
- 1988: Tucker – Regie: Francis Ford Coppola
- 1990: Der Pate III – Regie: Francis Ford Coppola
- 1992: Eiskalte Leidenschaft – Regie: Phil Joanou
- 1993: Die Wiege der Sonne – Regie: Philip Kaufman
- 1996: Jack – Regie: Francis Ford Coppola
- 1998: Bulworth – Regie: Warren Beatty
- 1998: Ein Zwilling kommt selten allein – Regie: Nancy Meyers
- 1999: Die neun Pforten – Regie: Roman Polański
- 2001: CQ – Regie: Roman Coppola
- 2001: Angel Eyes – Regie: Luis Mandoki

## Auszeichnungen
- 1975 – Oscar für Der Pate – Teil II
- 1979 – Oscarnominierung für Das große Dings bei Brinks
- 1980 – Oscarnominierung für Apocalypse Now
- 1989 – Oscarnominierung für Tucker
- 1989 – BAFTA Award für Tucker
- 1991 – Oscarnominierung für Der Pate III
- 2007 – ADG Lifetime Achievement Award der Art Directors Guild für sein Lebenswerk